# Chaughada
Chaughada – gaun wikas samiti w środkowej części Nepalu w strefie Bagmati w dystrykcie Nuwakot. Według nepalskiego spisu powszechnego z 2001 roku liczył on 1027 gospodarstw domowych i 5899 mieszkańców (3057 kobiet i 2842 mężczyzn).